# Abdelmoumen Bentobbal
Abdelmoumen Bentobbal est un interprète algérien de malouf algérien né le 12 mars 1928 à Constantine en Algérie et mort le 11 juillet 2004 dans la même ville.